# Histoires de femmes
Albums de Nicole Martin
Il est en nous l'amour Le Goût d'aimer
Histoires de femmes est le 15e album studio de Nicole Martin. L'album est sorti en 1986 chez Disques Nicole Martin. Il est distribué par le Groupe de Musique Trans-Canada Inc.

## Liste des titres
| No | Titre                | Paroles                            | Musique                   | Durée |
| -- | -------------------- | ---------------------------------- | ------------------------- | ----- |
| 1. | Souffrir et sourire  | Pierre Alain                       | Alain Morisod             | 4 :42 |
| 2. | Pars                 | Nicole Martin et Pierre Létourneau | Angelo Finaldi            | 4 :23 |
| 3. | Pour toi             | Laurent Stopnicki                  | Laurent Stopnicki         | 4 :23 |
| 4. | Plus envie de vivre  | Boris Kovak                        | Boris Kovak               | 4 :16 |
| 5. | Amoureusement        | Lambert (parolier)                 | Alain Morisod             | 3 :58 |
| 6. | Téléphone-moi demain | Pierre Létourneau                  | Angelo Finaldi            | 4 :25 |
| 7. | On s’aimera          | Pierre Létourneau                  | Claude Léveillée          | 3 :40 |
| 8. | Tu n’es plus là      | Hubert Ithier                      | Roy Orbison et Joe Melson | 3 :53 |
| 9. | Mon père et ma mère  | Pierre Létourneau                  | Claude Léveillée          | 4 :43 |

## Singles extraits de l'album
- Pars
- On s’aimera
- Amoureusement
- Souffrir et sourire
- Plus envie de vivre
- Mon père et ma mère

## Crédits

### Production et réalisation
- Production : Les Disques Nicole Martin Inc.
- Gérance et promotion : Lee Abbott
- Spectacles : Pierre Gravel
- Photos : Pierre Lavigne
- Graphisme : Marleen Beaulieu

### Musiciens
- Arrangements et direction musicale, piano, claviers et programmation des synthétiseurs : Charles Barbeau
- Guitares : Mike Pucci
- Steel Guitar : Rick Haworth
- Basses : Sylvain Bolduc, Simon Dupire
- Batteries : Paul Brochu, Pierre Hébert, Richard Provençal
- Percussions : Paul Picard
- Violon : Johanne Arel
- Saxophones : Richard Beaudet, Martin Daviault
- Choristes : Nicole Martin, Marie Bélanger, Élise Duguay, Mario Vignault, Louis Émond